# ルイス・オルナ
ルイス・オルナ・ビスカーリ（Luis Horna Biscari, 1980年9月14日 - ）は、ペルー・リマ出身の男子プロテニス選手。2008年全仏オープン男子ダブルスで、パブロ・クエバスとペアを組んで優勝した選手である。ATPツアーでシングルス2勝、ダブルスで2008年全仏オープンを含む6勝を挙げた。自己最高ランキングはシングルス33位、ダブルス15位。赤土のクレーコートを最も得意にする選手。

## 来歴
オルナは鉱山技師の家庭に生まれ、少年時代は1995年全仏オープン優勝者のトーマス・ムスターに憧れて育った。ジュニア時代の1995年から男子テニス国別対抗戦デビスカップペルー代表選手に起用された彼は、4大大会のジュニア部門で1997年全仏オープンジュニア男子シングルス準優勝・ダブルス優勝、1997年ウィンブルドン選手権ジュニアダブルス優勝などの戦績を出した。1998年にプロ転向。選手層の薄いペルーのテニス界において、オルナはデビスカップ代表選手として不可欠な存在になったが、男子ツアーの決勝進出はプロ入りから6年後、2004年7月のオランダ・オープンのダブルスだった。2005年7月のオランダ・オープンのダブルスでツアー初優勝を達成。2006年2月、メキシコ・オープンでシングルス初優勝を果たす。
デビスカップ2007において、ペルー代表は初めての最上位カテゴリーぼワールドグループ昇格を決めた。ペルーのデビスカップ初参加は1968年であり、オルナがまだ15歳のジュニア選手だった1995年にはアメリカ・ゾーン・グループ2にいた。2000年から、ペルーは同ゾーンのグループ1に昇格する。2007年9月21日-23日にかけてワールドグループ・プレーオフがペルーの首都リマで開かれ、ペルーはベラルーシを4勝1敗で破ってワールドグループ初昇格を決めた。オルナはシングルス2試合に勝利を収め、第2試合でウラジミール・ボルチコフに競り勝った後、第4試合でマックス・ミルヌイに6-4, 7-5, 4-6, 7-6で勝ち、この勝利でチームを初めてのワールドグループへと導いた。
2008年、オルナは男子ツアーのダブルスで3勝を挙げた。年頭の1月にハイネケン・オープンでフアン・モナコと組み、2月のアルゼンチン・オープンでは同じアルゼンチンのアグスティン・カレリと組んで優勝した。全仏オープンでは初めてパブロ・クエバスと組み、準々決勝で第1シードのブライアン兄弟を6-3, 5-7, 7-6で破る金星を挙げ、この勝利で波に乗った。初進出の決勝で、2人は第2シードのダニエル・ネスター/ネナド・ジモニッチ組を6-2, 6-3のストレートで破った。こうして、オルナはオープン化後 (4大大会にプロ選手の出場が解禁された、1968年以後)、ペルー人のテニス選手として最初のグランドスラム優勝者に輝いた。かつてアレックス・オルメドが1959年全豪選手権と1959年ウィンブルドン選手権で4大大会男子シングルスの年間2冠を獲得したことがあり、オルナの全仏男子ダブルス優勝は「オルメド以来49年ぶり」の快挙となる。
オルナは2009年11月にペルー・リマで開催されたチャレンジャーを最後に現役を引退した。

## ATPツアー決勝進出結果

### シングルス: 3回 (2勝1敗)
| 大会グレード                                  |
| グランドスラム (0-0)                          |
| テニス・マスターズ・カップ (0-0)              |
| ATPマスターズシリーズ (0-0)                   |
| ATPインターナショナルシリーズ・ゴールド (1-0) |
| ATPインターナショナルシリーズ (1–1)           |

| サーフェス別タイトル |
| ハード (0–1)         |
| クレー (1-1)         |
| 芝 (0-0)             |
| カーペット (0-0)     |

| 結果   | No. | 決勝日        | 大会                 | サーフェス | 対戦相手                   | スコア      |
| ------ | --- | ------------- | -------------------- | ---------- | -------------------------- | ----------- |
| 準優勝 | 1.  | 2004年8月29日 | ロングアイランド     | ハード     | レイトン・ヒューイット     | 3–6, 1–6    |
| 優勝   | 1.  | 2006年2月5日  | アカプルコ           | クレー     | フアン・イグナシオ・チェラ | 7–6(5), 6–4 |
| 優勝   | 2.  | 2007年2月4日  | ビニャ・デル・マール | クレー     | ニコラス・マスー           | 7–5, 6–3    |

### ダブルス: 11回 (6勝5敗)
| 結果   | No. | 決勝日        | 大会               | サーフェス | パートナー               | 対戦相手                                              | スコア                 |
| ------ | --- | ------------- | ------------------ | ---------- | ------------------------ | ----------------------------------------------------- | ---------------------- |
| 準優勝 | 1.  | 2004年7月18日 | アメルスフォールト | クレー     | ホセ・アカスソ           | ヤロスラフ・レビンスキー ダビド・シュコッホ           | 0–6, 6-2, 5–7          |
| 準優勝 | 2.  | 2005年4月10日 | カサブランカ       | クレー     | マルティン・ガルシア     | フランティシェク・チェルマク レオシュ・フリードル     | 4–6, 3-6               |
| 準優勝 | 3.  | 2005年4月24日 | ヒューストン       | クレー     | マルティン・ガルシア     | ダニエル・ネスター マーク・ノールズ                   | 3–6, 4–6               |
| 優勝   | 1.  | 2005年7月24日 | アメルスフォールト | クレー     | マルティン・ガルシア     | フェルナンド・ゴンサレス ニコラス・マスー             | 6–4, 6-4               |
| 準優勝 | 4.  | 2006年9月17日 | ブカレスト         | クレー     | マルティン・ガルシア     | マリウシュ・フィルステンベルク マルチン・マトコフスキ | 7–6(5), 6–7(5), [8–10] |
| 優勝   | 2.  | 2006年10月1日 | パレルモ           | クレー     | マルティン・ガルシア     | マリウシュ・フィルステンベルク マルチン・マトコフスキ | 7–6(1), 7–6(2)         |
| 優勝   | 3.  | 2007年7月29日 | キッツビュール     | クレー     | ポティート・スタラーチェ | トマス・ベーレント クリストファー・カス               | 7–6(4), 7–6(5)         |
| 優勝   | 4.  | 2008年1月13日 | オークランド       | ハード     | フアン・モナコ           | グザビエ・マリス ユルゲン・メルツァー                 | 6–4, 3–6, [10–7]       |
| 優勝   | 5.  | 2008年2月24日 | ブエノスアイレス   | クレー     | アグスティン・カレリ     | ヴェルナー・エシャウアー ピーター・ルクザック         | 6–0, 6–7(6), [10–2]    |
| 準優勝 | 5.  | 2008年3月2日  | アカプルコ         | クレー     | アグスティン・カレリ     | オリバー・マラチ ミハル・メルティナク                 | 2–6, 7–6(3), [7–10]    |
| 優勝   | 6.  | 2008年6月7日  | 全仏オープン       | クレー     | パブロ・クエバス         | ダニエル・ネスター ネナド・ジモニッチ                 | 6–2, 6–3               |

## 4大大会シングルス成績
略語の説明
| W | F | SF | QF | #R | RR | Q# | LQ | A | Z# | PO | G | S | B | NMS | P | NH |

W=優勝, F=準優勝, SF=ベスト4, QF=ベスト8, #R=#回戦敗退, RR=ラウンドロビン敗退, Q#=予選#回戦敗退, LQ=予選敗退, A=大会不参加, Z#=デビスカップ/BJKカップ地域ゾーン, PO=デビスカップ/BJKカッププレーオフ, G=オリンピック金メダル, S=オリンピック銀メダル, B=オリンピック銅メダル, NMS=マスターズシリーズから降格, P=開催延期, NH=開催なし.
| 大会           | 2000 | 2001 | 2002 | 2003 | 2004 | 2005 | 2006 | 2007 | 2008 | 2009 | 通算成績 |
| -------------- | ---- | ---- | ---- | ---- | ---- | ---- | ---- | ---- | ---- | ---- | -------- |
| 全豪オープン   | A    | A    | LQ   | 1R   | 1R   | 1R   | 3R   | 1R   | 1R   | A    | 2–6      |
| 全仏オープン   | LQ   | LQ   | LQ   | 2R   | 2R   | 3R   | 1R   | 1R   | 2R   | LQ   | 5–6      |
| ウィンブルドン | A    | A    | A    | 1R   | 1R   | 1R   | 1R   | 1R   | 1R   | A    | 0–6      |
| 全米オープン   | A    | A    | 1R   | 1R   | 1R   | 1R   | 2R   | 2R   | 1R   | A    | 2–7      |